# William Williams (2e baronnet)
Pour les articles homonymes, voir William Williams (homonymie) et Williams.
William Williams, 2e baronnet (c.1665 – 20 octobre 1740), de Glascoed, Llansilin, Denbighshire, est un propriétaire gallois et un homme politique conservateur qui siège à la Chambre des communes de 1708 à 1710.

## Biographie
Il est le fils de William Williams (1er baronnet) et de sa femme Margaret Kyffin. Son père est président de la Chambre des communes. En 1695, il est nommé shérif du Denbighshire. Il succède à son père au barreau le 11 juillet 1700. Il devient shérif de Montgomeryshire en 1704, shérif de Merioneth en 1706 et shérif de Caernarvonshire en 1707.
Williams est élu sans opposition en tant que député conservateur des Boroughs de Denbigh aux élections générales britanniques de 1708. Il évoque devant les Tories une pétition électorale et se prononce contre la destitution du Dr Sacheverell en 1710. Il refuse de se présenter aux élections générales britanniques de 1710, probablement en raison de problèmes de santé.

## Famille
Il épouse Jane Thelwall, l'arrière-petite-fille de John Wynn (1er baronnet), et fille et héritière d'Edward Thelwall de Plas-y-Ward en 1684. Elle meurt en 1706 et il épouse en secondes noces Catherine Davies, fille de Mytton Davies de Gwysan, Flintshire. En 1719, il hérite de tout le domaine de Wynnstay, près de Ruabon, dans le Denbighshire, ainsi que dans les domaines de Montgomery, Merioneth et Llangedwyn, dans le Denbighshire, par le parent de sa première épouse, John Wynn (5e baronnet). Étant donné que Wynn et William Williams sont les deux plus grands propriétaires terriens du nord du pays de Galles à cette époque, la propriété combinée dépasse toutes les autres de la région. En l'honneur des ancêtres de sa femme, William prend le nom de William Williams-Wynn de Wynnstay.
Il meurt le 20 octobre 1740, à l'âge de 75 ans environ. Parmi les enfants de sa première épouse, on compte Watkin Williams-Wynn (3e baronnet), le député Robert Williams, le député Richard Williams et une fille, de son épouse Sydney, mariée à John Wynne.